# Rossville, Georgia
Rossville là một thành phố ở quận Walker, tiểu bang Georgia, Hoa Kỳ. Thành phố Rossville được đặt theo tên từ trưởng da đỏ John Ross, người đã sống ở đó cho đến khi bị buộc phải di chuyển với người dân của mình đến Oklahoma trong đợt di dời người da đỏ. Túp nhà bằng gỗ ghép của từ trưởng John Ross vẫn còn nằm trong thành phố. Dân số là 3.511 người vào điều tra dân số năm 2000. Thành phố là một phần của khu vực thống kê đô thị Chattanooga, Tennessee.

## Địa lý
Theo điều tra dân số Hoa Kỳ Văn phòng, thành phố có tổng diện tích là 1,8 dặm vuông (4,7 km ²), tất cả đều là diện tích mặt đất.
Rossville là một vùng ngoại ô của Chattanooga, Tennessee, và các thành phố được chỉ cách nhau đường ranh giới hai bang Tennessee/Georgia.

## Nhân khẩu
Theo điều tra dân số năm 2000, thành phố đã có dân số 3.511 người, 1.507 hộ gia đình, và 955 gia đình sống trong thành phố. Mật độ dân số là 1,945.7 người trên một dặm vuông (753.1/km ²). Có 1.693 đơn vị nhà ở mật độ trung bình của 938.2/sq mi (363.2/km ²). Cơ cấu chủng tộc của dân cư thành phố là 93,51% người da trắng, 3,90% người Mỹ gốc Phi, 0,57% người Mỹ bản xứ, 0,34% ở châu Á, 0,48% từ các chủng tộc khác, và 1,20% từ hai hoặc nhiều chủng tộc. Hispanic hay Latino thuộc một chủng tộc nào được 1,28% dân số.
Có 1.507 hộ, trong đó 29,6% có trẻ em dưới 18 tuổi sống chung với họ, 39,9% là đôi vợ chồng sống với nhau, 19,0% có nữ hộ và không có chồng, và 36,6% gia đình được không. 32,6% của tất cả các hộ gia đình đã được tạo ra từ các cá nhân và 16,4% có người sống một mình 65 tuổi hoặc lớn tuổi hơn là người. Cỡ hộ trung bình là 2,26 và cỡ gia đình trung bình là 2,85.
Về cơ cấu độ tuổi dân cư thành phố, có 24,6% ở độ tuổi dưới 18, 8,9% 18-24, 26,7% 25-44, 19,4% 45-64, và 20,4% từ 65 tuổi trở lên người. Độ tuổi trung bình là 37 năm. Đối với mỗi 100 nữ có 80,1 nam giới. Đối với mỗi 100 nữ 18 tuổi trở lên, có 74,5 nam giới.
Thu nhập trung bình cho một hộ gia đình trong thành phố là 23.612 USD, và thu nhập trung bình cho một gia đình là 29.423 USD. Phái nam có thu nhập trung bình 26.346 USD so với 21.875 USD của phái nữ. Thu nhập bình quân đầu người của thành phố là 14.175 USD. Có 16,6% các gia đình và 20,3% dân số sống dưới mức nghèo khổ, bao gồm 30,0% những người dưới 18 tuổi và 14,7% của những người 65 tuổi hoặc hơn.